# Đua ngựa tại Đại hội Thể thao Đông Nam Á 1983
Đua ngựa tại Đại hội Thể thao Đông Nam Á năm 1983 được tổ chức từ ngày 30 tháng 5 đến ngày 3 tháng 6 năm 1983 tại Bukit Timah Polo & Riding Club, Singapore. Đây là lần đầu tiên SEA Games đưa môn cưỡi ngựa thể thao vào chương trình thi đấu với các phân môn Dressage (biểu diễn), Jumping (nhảy rào) và cả nội dung Dressage đồng đội.
Đoàn chủ nhà Singapore xếp thứ nhất toàn đoàn với 4 tấm huy chương vàng.

## Tóm tắt kết quả

### Nam
| Nội dung              | Vàng               | Bạc             | Đồng            |
| --------------------- | ------------------ | --------------- | --------------- |
| Biểu diễn và nhảy rào | Peter Abishegandan | Samri           | Mariella Virata |
| Biểu diễn đồng đội    | Singapore          | Indonesia       | Malaysia        |
| Leaders               | Peter Abishegandan | Mariella Virata | Samri           |
| Leaders team          | Singapore          | Indonesia       | Malaysia        |
| Đồng đội              | Malaysia           | Philippines     | Singapore       |

## Bảng huy chương
| Hạng               | Đoàn               | Vàng | Bạc | Đồng | Tổng số |
| ------------------ | ------------------ | ---- | --- | ---- | ------- |
| 1                  | Singapore (SIN)    | 4    | 0   | 1    | 5       |
| 2                  | Malaysia (MAS)     | 1    | 0   | 2    | 3       |
| 3                  | Indonesia (INA)    | 0    | 3   | 1    | 4       |
| 4                  | Philippines (PHI)  | 0    | 2   | 1    | 3       |
| Tổng số (4 đơn vị) | Tổng số (4 đơn vị) | 5    | 5   | 5    | 15      |